# Craig Ferguson
Craig Ferguson (Glasgow, 1962. május 17. –) skót-amerikai humorista, színész, műsorvezető. Legismertebb műsora a The Late Late Show with Craig Ferguson (2005-2014), amellyel 2009-ben Peabody-díjat nyert Desmond Tutu-vel készített interjújáért. Ezen kívül ő volt a Celebrity Name Game (2014-2017) című vetélkedő és a Join or Die with Craig Ferguson című műsor vezetője. 2017-ben feleségével, Megan Wallace Cunningham-mel együtt a Couple Thinkers című internetes műsort vezette.
Három könyvet írt: Between the Bridge and the River, American on Purpose, és Riding the Elephant: A Memoir of Altercations, Humiliations, Hallucinations & Observations. Brit és amerikai állampolgár.
2021 óta a The Hustler című vetélkedő műsorvezetője.

## Élete
1962. május 17.-én született Springburnben, a glasgowi Stobhill Hospital kórházban, Robert és Janet Ferguson gyermekeként. Hat hónapos korában családja Cumbernauld városába költözött; itt nőtt fel "kövéren és bántalmazottan". A Muirfield Primary School és a Cumbernauld High School tanulója volt. 
16 éves korában kilépett a középiskolából, és egy helyi gyárban vállalt gyakornoki állást.
13 éves korában látogatott el először az Egyesült Államokba, hogy meglátogassa a Long Islanden élő nagybácsiját. 1983-ban költözött New Yorkba, ekkor az építőiparban kezdett dolgozni. Később kidobó volt a Save the Robots nevű éjszakai klubban, majd visszatért Skóciába.
Tinédzser korában több punkzenekarban is dobolt, például a Night Creatures-ben vagy az Exposure-ben. Az Ana Hausen nevű posztpunk együttes dobosa is volt. A zenekar egy kislemezt adott ki 1981-ben. Ezt követően a The Bastards from Hell nevű punkegyüttes tagja lett. A Peter Capaldi által vezetett zenekar gyakran fellépett Glasgow-ban 1980 és 1982 között. Capaldi biztatására kezdett a humorral foglalkozni. 18 éves korában Nico dobosa is volt.
Elhatározta, hogy kitalál egy karaktert, aki az "überhazafias folkénekesek paródiája". A karaktert Capaldi "Bing Hitlernek" nevezte el. Ferguson először Glasgow-ban lépett fel, mint Bing Hitler. Az 1986-os Edinburgh Festival Fringe-en nagy sikert aratott. Az év végén viszont már arról beszélt, hogy "nyugdíjba küldi" a karaktert. Elmondása szerint "nem írhatsz örökké egy karakternek".
Az Edinburgh Festivalon aratott sikere után több tévéműsorban is feltűnt.

## Magánélete
Partick Thistle F.C.-szurkoló, és Ki vagy, doki? rajongó. Pilótaigazolvánnyal rendelkezik. 2019 óta ismét Skóciában él.
Nem fogyaszt sem húst, sem alkoholt.

## Hatásai
Hatásainak a következő humoristákat tette meg: Monty Python, Marx fivérek, The Three Stooges, Stan és Pan és David Letterman.

## Filmográfia

### Filmes szerepek
| Év   | Cím                                                                      | Szerep                       | Magyar hangja    |
| ---- | ------------------------------------------------------------------------ | ---------------------------- | ---------------- |
| 1999 | A nagy hajcihő (The Big Tease)                                           | Crawford Mackenzie           | n.a              |
| 2000 | Fűbenjáró bűn (Saving Grace)                                             | Matthew                      | Schnell Ádám     |
| 2000 | One Life Stand                                                           | karaokézó                    |                  |
| 2000 | Born Romantic                                                            | Frankie                      |                  |
| 2000 | Kötöznivaló bolondok (Chain of Fools)                                    | Melander Stevens             | Tarján Péter     |
| 2002 | Lélekszakadva (Prendimi l'anima)                                         | Richard Fraser               | n.a              |
| 2003 | I'll Be There                                                            | Paul Kerr                    |                  |
| 2004 | Lemony Snicket: A balszerencse áradása (A Series of Unfortunate Events)  | meghatározatlan nemű személy | n.a              |
| 2005 | Niagara Motel                                                            | Phillie                      |                  |
| 2005 | Lenny the Wonder Dog                                                     | Dr. Richard Wagner           |                  |
| 2007 | Trust Me                                                                 | Ted Turman                   |                  |
| 2009 | A csúf igazság (The Ugly Truth)                                          | önmaga                       | Forgács Gábor    |
| 2010 | HA/VER (Kick-Ass)                                                        | önmaga                       | n.a              |
| 2010 | Így neveld a sárkányodat (How to Train Your Dragon)                      | Bélhangos hangja             | Besenczi Árpád   |
| 2011 | Micimackó (Winnie the Pooh)                                              | Bagoly hangja                | Balázs Péter     |
| 2012 | Merida, a bátor (Brave)                                                  | Lord Macintosh hangja        | Hirtling István  |
| 2014 | Így neveld a sárkányodat 2. (How to Train Your Dragon 2)                 | Bélhangos hangja             | Besenczi Árpád   |
| 2014 | Postás Pat – A mozifilm (Postman Pat)                                    | Craig                        | Maday Gábor      |
| 2014 | The Hero of Color City                                                   | Nat hangja                   |                  |
| 2018 | Jönnek a kacsák (Duck Duck Goose)                                        | Giles hangja                 | Galbenisz Tomasz |
| 2019 | Így neveld a sárkányodat 3. (How to Train Your Dragon: The Hidden World) | Bélhangos hangja             |                  |
| 2020 | Akkor jöttél te (Then Came You)                                          | Howard                       | Kőszegi Ákos     |

### Televíziós szereplések
| Év        | Cím                                                       | Szerep                                     | Megjegyzés |
| --------- | --------------------------------------------------------- | ------------------------------------------ | ---------- |
| 1987      | Saturday Live                                             | Bing Hitler                                | 1 epizód   |
| 1988      | Red Dwarf                                                 | Confidence                                 | 1 epizód   |
| 1988      | Chelmsford 123                                            | Scot                                       | 1 epizód   |
| 1988      | The Les Dennis Laughter Show                              | különböző szerepek                         | 1 epizód   |
| 1989      | Dream Baby                                                | Big Mick                                   | tévéfilm   |
| 1989      | High                                                      | ?                                          | tévéfilm   |
| 1990      | The Craig Ferguson Show                                   | különböző szerepek                         | tévéfilm   |
| 1992      | A Word in Your Era                                        | John Knox                                  | 1 epizód   |
| 1992      | The Bogie Man                                             | Ure detektív                               | tévéfilm   |
| 1993      | One Foot in the Grave                                     | Grasvegian                                 | 1 epizód   |
| 1995      | Jaj, a szörnyek! (Aaahh!!! Real Monsters)                 | Cammander / Francia úr / Weatherman hangja | 1 epizód   |
| 1995      | Santo Bugito                                              | Taxi Dragonfly / Monk hangja               | 1 epizód   |
| 1995–96   | Maybe This Time                                           | Logan McDonough                            | 18 epizód  |
| 1995–97   | Freakazoid!                                               | Roddy MacStew                              | 7 epizód   |
| 1996      | Almost Perfect                                            | Peter Church                               | 1 epizód   |
| 1996–2004 | The Drew Carey Show                                       | Nigel Wick / különböző szerepek            | 185 epizód |
| 1998      | Revenant                                                  | Richard                                    | 1 epizód   |
| 1998      | The Lionhearts                                            | ?                                          | 1 epizód   |
| 1998      | Hercules                                                  | Epsilon / Orion hangja                     | 3 epizód   |
| 1999      | ABC TGIF                                                  | Nigel Wick                                 | 1 epizód   |
| 1999      | A Thornberry család (The Wild Thornberrys)                | Jope hangja                                | 1 epizód   |
| 2000      | Buzz Lightyear of Star Command                            | NOS-4-A2 hangja                            | 5 epizód   |
| 2001      | Hódító hódok (The Angry Beavers)                          | varázsló / tévébemondó hangja              | 1 epizód   |
| 2001      | The Norm Show                                             | Rob                                        | 1 epizód   |
| 2001      | Tarzan legendája (The Legend of Tarzan)                   | Samuel T. Philander hangja                 | 4 epizód   |
| 2001      | Rock & Roll Back to School Special                        | Marty pattanása                            | tévéfilm   |
| 2005      | Listen Up                                                 | önmaga                                     | 1 epizód   |
| 2005      | Vampire Bats                                              | első halász                                | tévéfilm   |
| 2005      | Life as We Know It                                        | Oliver Davies                              | 1 epizód   |
| 2006–2019 | Amerikai fater (American Dad!)                            | gonosz Barry hangja                        | 2 epizód   |
| 2009      | Family Guy                                                | önmaga                                     | 1 epizód   |
| 2009      | SpongyaBob Kockanadrág (Spongebob Squarepants)            | önmaga                                     | 1 epizód   |
| 2010      | Futurama                                                  | Susan Boil hangja                          | 1 epizód   |
| 2011      | Archer                                                    | a Grand Prix bemondója                     | 1 epizód   |
| 2011      | Mini Adventures of Winnie the Pooh                        | Bagoly hangja                              | 2 epizód   |
| 2012      | Political Animals                                         | önmaga                                     | 1 epizód   |
| 2013      | Dreamworks How to Train Your Dragon Legends               | Bélhangos hangja                           | 1 epizód   |
| 2013      | Sean, a csodaapa (Sean Saves the World)                   | Andrew                                     | 1 epizód   |
| 2013–15   | Vérmes négyes (Hot in Cleveland)                          | Simon                                      | 7 epizód   |
| 2014      | Web Therapy                                               | Ewan Clarke                                | 5 epizód   |
| 2015      | The King of 7B                                            | Prentiss Porter                            | tévéfilm   |
| 2018      | Still Game                                                | Callum Coburn                              | 1 epizód   |
| 2019      | Craig Fergusson's Hobo Fabulous                           | ?                                          | 6 epizód   |
| 2019      | How to Train Your Dragon: Homecoming                      | Bélhangos hangja                           | tévéfilm   |
| 2020      | Urban Myths                                               | ügynök                                     | 1 epizód   |
| 2022      | Alice Csodaország cukrászdája (Alice's Wonderland Bakery) | Ajtókilincs hangja                         | 2 epizód   |
| 2022      | Love, Death & Robots                                      | Mason hangja                               | 1 epizód   |

## Diszkográfia
- Live at the Tron (Bing Hitler néven, 1986)
- Mental; Bing Hitler Is Dead? (1988)
- A Big Stoatir (1990)
- I'm Here to Help (2013)